# Phloeocecis cherregella
Phloeocecis cherregella är en fjärilsart som beskrevs av Pierre Chrétien 1908. Phloeocecis cherregella ingår i släktet Phloeocecis och familjen stävmalar. Inga underarter finns listade i Catalogue of Life.